# Seznam brazilskih športnikov
Seznam brazilskih športnikov.

## Seznami
- seznam brazilskih košarkarjev
- seznam brazilskih boksarjev
- seznam brazilskih nogometašev
- seznam brazilskih dirkačev
- seznam brazilskih tenisačev